# Lhohi (Dhaalu-atol)
Lhohi is een van de onbewoonde eilanden van het Dhaalu-atol behorende tot de Maldiven.